# Cattedrale di Winchester
La cattedrale di Winchester (cattedrale della Santissima Trinità, dei Santi Pietro e Paolo e di San Svitino, in inglese Cathedral Church of the Holy Trinity, and of St Peter and St Paul and of St Swithun) è la chiesa principale della diocesi anglicana di Winchester, nell'Hampshire (Inghilterra). Fino alla riforma religiosa inglese era la sede episcopale della diocesi cattolica di Winchester.
La cattedrale è una delle più grandi d'Inghilterra con la navata più lunga e la maggiore lunghezza totale di ogni cattedrale gotica d'Europa.
Tra i personaggi della storia inglese che riposano nella cattedrale ci sono i re Edredo, Edwing, Canuto I, Canuto II e Guglielmo II Rufus, la regina Emma di Normandia, e gli scrittori Izaak Walton e Jane Austen.